# Франсиско де Орељана
Франсиско де Орељана (шп. Francisco de Orellana; Трухиљо, 1511 — 1546) је био шпански морепловац, истраживач и конкистадор. У историји је упамћен као човек који је открио реку Амазон.
Орељана је заједно са Франсиском Пизаром освојио Царство Инка (данашњи Перу). Такође је учествовао у експедицији под вођством Гонзала Пизара, гувернера града Кито (шп. Quito) 1541, коме је био поверен задатак да нађе тзв. Земљу Цимета, митску земљу о чијим се богатствима причало међу шпанским конкистадорима. Прешли су и планински венац Анда. Пошто резултата није било, одлучили су да направе брод и наставе реком Коком (Coca). Током те експедиције изгубили су 140 од 220 Шпанаца и 3.000 индијанаца од укупно 4.000 који су пошли на пут. Орељана је 22. фебруара 1542. наставио пут са 50 људи уз реку у потрази за храном. Гонзало Пизаро се у међувремену вратио у Кито са само 80 Шпанаца који су преживели. Орељана је наставио пут и након 7 месеци пловидбе и пређених 4.800 km рекама Напо, Тринидад, Негро и Амазон, стигао је до ушћа Амазона 26. августа 1542, одакле је наставио за Нови Кадиз у Кубагви (данашња Венецуела).
Река је добила име Амазон по једном догађају који се десио на овом путу. Орељана је записао да су експедицију напале сурове жене, сличне Амазонкама из грчке митологије, али вероватно су били у питању Индијанци са дугачком косом.
Касније се вратио у Европу, прво Португал, коме су припале новооткривене земље а онда у родну Шпанију. Предузео је још неколико експедиција на Амазон. Умро је од отроване стреле карипских домородаца на једној од експедиција.